# 陰翳礼讃
『陰翳礼讃』（いんえいらいさん）は、谷崎潤一郎の古典回帰時代の随想的評論。
日本文化と西洋文化の不調和を嘆き、それでも成される欧米化に対する「損」の意識をあらわにしている。まだ電灯がなかった時代の今日と違った日本の美の感覚、生活と自然とが一体化し、真に風雅の骨髄を知っていた日本人の芸術的な感性について論じ、東西の文化比較、芸能や生活における陰翳の美との関係などを通し、失われつつある陰翳への礼賛を文学で実践したいと表明した。

## 概要
西洋の文化では可能な限り部屋の隅々まで明るくし、陰翳を消す事に執着したが、いにしえの日本ではむしろ陰翳を認め、それを利用することで陰翳の中でこそ映える芸術を作り上げたのであり、それこそが日本古来の美意識・美学の特徴だと主張する。こうした主張のもと、建築、照明、紙、食器、食べ物、化粧、能や歌舞伎の衣装の色彩など、多岐にわたって陰翳の考察がなされている。この随筆は、日本的なデザインを考える上で注目され、国内だけでなく、戦後翻訳されて以降、海外の知識人や映画人にも影響を与えている。
雑誌『経済往来』の1933年（昭和8年）12月号と1934年（昭和9年）1月号に連載された。単行本は1939年（昭和14年）6月に創元社より刊行された。全十六章。

## あらまし
谷崎潤一郎は、1933年（昭和8年）当時の西洋近代化に邁進していた日本の生活形態の変化の中で失われていく日本人の美意識や趣味生活について以下のように語りながら、最後には文学論にも繋がる心情を綴っている。
今日（明治の近代化以降）の日本では、純日本風の家屋を建てて住む場合、近代生活に必要な設備を斥けるわけにはいかず、座敷には不似合いな電線コードやスイッチを隠すのに苦慮し、扇風機の音響や電気ストーブを置くのにも調和を壊してしまう。そのため「私」（谷崎）は、高い費用をかけて、大きな囲炉裏を作り電気炭を仕込み、和風の調和を保つことに骨を折った。
トイレや浴室に関しても、元々の日本の木造の風呂場や厠では、けばけばしい真っ白なタイルは合う筈もない。今も残る京都や奈良の寺院では、母屋から離れた植え込みの蔭に、掃除が行き届いた厠があり、自然の風光と一体化した風情の中で四季折々のもののあわれを感じ入りながら、朝の便通ができる。漱石先生もそうした厠で毎朝瞑想に耽ながら用を足すのを楽しみにしていた。
日本人の祖先は、すべてのものを詩化し、不潔である場所をも却って風流で雅致のある場所に変貌させ、花鳥風月の懐かしみの連想へ誘い込むようにしていた。西洋人がそれを頭から不浄扱いに決めつけ、公衆の前で口にするのも忌むのに比べ、日本人は真に風雅の骨髄を知っていた。近代的なホテルの西洋便所など実に嫌なものである。
照明や暖房器具、便器にしろ、近代文明の利器を取り入れるのにはむろん異論はないが、何故それをもう少し日本人の習慣や趣味生活に合致するように改良しないのか疑問である。行燈式の照明器具が流行るのは、日本人が忘れていた「紙」の温かみが再発見されたものである。
西洋の方は順当な方向を辿って今日に到達したが、東洋はそうではない。もし東洋に独自の別個の科学文明や技術が発達していたならば、もっと国民性に合致した物が生れ、今日の有様とは違っていたかもしれない。仮に万年筆というものを、日本人や支那人が考案すれば、穂先は必ず「毛筆」にしたであろう。そしてインクも墨汁に近い液体で、それが軸から毛の方に滲むように工夫したことだろう。紙もけばけばしい真っ白な西洋紙ではなく、その筆ペンの書き具合に合った肌理を持つ和紙に似たものが要求されたであろう。そして漢字や仮名文字に対する愛着も強まったであろう。
西洋では食器でも宝石でもピカピカに研いたものが好まれ、支那人が「玉」（翡翠）という鈍い光の石に魅力を感じたり、日本人が水晶の中の曇りを喜んだりするのとは対照的である。東洋人は、銀器が時代を経て黒く錆び馴染む趣を好み、自然に手の油で器に味わいが出るのを「手沢」「なれ」と呼んで、その自然を美化して風流とするが、西洋人は手垢を汚いものとして根こそぎ発き立て取り除こうとする。
人間は本来、東洋人が愛でたような自然の手垢や時代の風合いのある建物や器に癒され、神経が安まるものである。病院なども、日本人を相手にする以上、真っ白な壁や治療服をやめて、もっと温かみのある暗みや柔らかみを付けたらどうか。最新式の設備のアメリカ帰りの歯医者に行って怖気を感じた「私」は、昔風の時代遅れのような日本家屋の歯医者の方に好んで通った。日本人はアメリカの真似をして電灯を使いすぎ、東京や大阪はヨーロッパの都市に比べて格段に明るい。観光地も拡声器があったりして風情が無い。
日本の漆器や金蒔絵の道具も、日本の「陰翳」のある家屋の中で映え、より一層の美しさを増す。祖先が作った生活道具の装飾などは、そうした日本の自然の中で培ってきた美意識で成り立っており、実に精緻な考えに基づいている。日本人は陰翳の濃淡を利用し、その美を考慮に入れ建築設計していた。美は物体にあるのではなくて、物体と物体との作り出す陰翳のあや、明暗にある。こういう傾向が東洋人に強いのはなぜだろうかというと、明るく透きとおった白人と違い、日本人の肌は薄汚い陰ができてしまう。われわれとしてはそうするより仕方がない。
日本が西洋文化の行く手に沿って歩み出し、日本人の肌の色が変わらない以上、日本人の趣味生活や美意識が軽んじられ薄れてゆくのは仕方がないことであるが、日本人に課せられた「損」は永久に背負って行くものと覚悟しなければならない。交通機関が空中や地下に潜る時代が来ても、また新しい老人いじめの設備が生れることは分りきっている。「私」は、日本人が既に失いつつある「陰翳の世界」を文学の領域に少しでも呼び返してみたい。壁を暗くし、見え過ぎるものを闇に押しこめ、無用の室内装飾を剥ぎ取り、試しに電灯を消したそんな家（文学）が一軒くらいあってもよかろうと「私」は思う。

## 作品背景
関東大震災をきっかけに、東京から関西に移住した谷崎潤一郎は、それ以降もずっとその地方で暮すことになったが、それは震災後の東京から昔の江戸情緒が失われたことへの不満も大きかった。このころから、谷崎の死没までを古典回帰時代と呼ぶが、本作にはその伝統主義的思想が如実に現れ出ている。
震災直後に住んでいた借家は洋風建築の家であったが、1928年（昭和3年）頃は、兵庫県武庫郡岡本梅ノ谷（現・神戸市東灘区岡本）に和洋中が混ざった新居（「鎖瀾閣」）を建築していた。そこでは谷崎の和洋中に引き裂かれている美意識が垣間見られ、その家で執筆された『蓼喰ふ虫』では、洋から和へ移行していく谷崎の意識の変化が読み取れる。その後にこの評論『陰翳礼讃』や傑作の『春琴抄』が書かれ、その2年後から『源氏物語』の現代語訳『潤一郎訳源氏物語』の執筆を始めている。

## 評価
『陰翳礼讃』は、日本国内だけではなく、戦後1955年（昭和30年）にアメリカで一般読者向けに翻訳され、谷崎潤一郎の名が英語圏で広く知られることになり、その後フランスでも翻訳され、フランス知識人に大きな影響を与えた。
ミシェル・フーコーは、『陰翳礼讃』を友人のジャン・ダニエルから送られて読み、その陰翳の美学と光学に影響を受けて、自身の思想への示唆を感知している。
清水良典は、谷崎に及ぼしたアンリ・ベルクソンの影響を指摘しながら、谷崎の作品に散見されるプラトニズムを考察し、谷崎の『陰翳礼讃』でも語られる幽玄の美の「イマージュ」や「空想の世界」が、「ベルクソンが物質と知覚のあいだに見出した、持続された記憶としての〈イマージュ〉に近いもの」だとして、谷崎の思考には、のちのジル・ドゥルーズのベルクソン理解に通じるものがあると解説している。
四方田犬彦は、谷崎の映画体験（『カビリア』『クオ・ヴァディス』『カリガリ博士』）や、大正活映の『アマチュア倶楽部』など初期の日本映画の現場で脚本家・劇作家として活躍していたことなどを鑑みながら、谷崎が日本的な陰翳への探求を深めていった動機を考察している。そして、映画の演出法を説いたものとしても読める『陰翳礼讃』の「洞察の鋭さ」や「叡智」を指摘し、「谷崎はそれとは知らずに、モノクローム時代の映画理論家として、世界でもっとも美しい書物を書いていたかもしれない」と高評している。
筒井康隆は、谷崎の他の随筆でも見られる筆や紙へのこだわりに触れ、昭和8年当時に、今の「筆ペン」を「造りまで正確に」予言していたことに驚いている。また最後の文学論ともいえる味のある名文の一節を、ぜひ音読するように勧めている。

## おもな刊行本
- 『陰翳禮讃』（創元社〈創元選書〉、1939年12月。創元文庫、1952年3月） NCID BN05349833
- 『陰翳礼讃』（角川文庫、1955年7月）
収録作品：「恋愛及び色情」「陰翳礼讃」「現代口語文の欠点について」「懶惰の説」「半袖ものがたり」「厠のいろいろ」「旅のいろいろ」
- 『陰翳礼讃』（中公文庫、1975年10月。改版1995年9月）
収録作品：「陰翳礼讃」「懶惰の説」「恋愛及び色情」「客ぎらい」「旅のいろいろ」「厠のいろいろ」
- 『谷崎潤一郎随筆集』（岩波文庫、1985年8月）。解説：篠田一士
「『門』を評す」「懶惰の説」「恋愛及び色情」「『つゆのあとさき』を読む」「私の見た大阪及び大阪人」「陰翳礼讃」「いわゆる痴呆の芸術について」「ふるさと」「文壇昔ばなし」「幼少時代の食べ物の思い出」「『越前竹人形』を読む」
- 『陰翳礼讃』（角川ソフィア文庫、2014年9月）。解説：井上章一
収録作品：「陰翳礼讃」「現代口語文の欠点について」「懶惰の説」「客ぎらい」「ねこ」「半袖ものがたり」「旅のいろいろ」「厠のいろいろ」
- 『陰翳礼讃・文章読本』（新潮文庫、2016年8月）。解説：筒井康隆
文章読本と合冊。収録作品は、他に「厠のいろいろ」「文房具漫談」「岡本にて」
- 『陰翳礼讃・刺青ほか』（教科書で読む名作：ちくま文庫、2017年1月）
収録作品は、他に「信西」「秘密」「文章読本（抄）」。高校国語教科書に準じた傍注や図版入り。